# Suligul
Suligul (rum. Șuligul, ukr. Силигул, Syłyhuł; więcej zob. niżej) – szczyt w Górach Czywczyńskich położony na granicy Rumunii i Ukrainy.

## Geografia
Suligul znajduje się w środkowej części Gór Czywczyńskich – skrajnego, północno-wschodniego pasma Karpat Marmaroskich. W literaturze rumuńskiej, w której nie wyróżnia się Gór Czywczyńskich, Suligul zalicza się do podgrupy „Gór Vaserskich” (Munții Vaserului). Szczyt  wznosi się na wysokość 1688 m n.p.m. przy wybitności wynoszącej 178 m i izolacji 2,4 km.
W grani głównej w kierunku północno-zachodnim od Suligulu znajdują się szczyty Czywczynarza i Kukulika, zaś w kierunku południowo-wschodnim Popadia i Ryżowaty. W kierunku zachodnim odchodzi grzbiet noszący rumuńską nazwę Piciorul Lung. Na północnych zboczach szczytu swoje źródła ma potok Albin uchodzący do Czarnego Czeremoszu, zaś po stronie południowej liczne cieki spływają w kierunku rzeki Vaser.
Pod względem geologicznym Suligul zbudowany jest ze skał krystalicznych, jednak w pobliżu samego wierzchołka występuje płytki płat piaskowców, żwirów, mułowców i zlepieńców o miąższości nieprzekraczającej 200 m.
Ze szczytu rozpościera się szeroka panorama obejmująca większość Gór Czywczyńskich (Kopilasz, Budyjowska Wielka, Czywczyn, Komanowa, Hnatasia), pozostałe pasma Karpat Marmaroskich (Jupania, Toroiaga, Pietros Budyjowski, Pop Iwan Marmaroski, Mihailecul, Farcăul), niemal całe Góry Rodniańskie (Ineuț, Ineul, Gârgălăul, Laptelui Mare, Buhăescul Mare, Pietrosul Rodnei), pojedyncze szczyty Świdowca (Bliźnica) i Gorganów (Wielka Sywula), całe pasmo Czarnohory (Petros, Howerla, Brebeneskuł, Pop Iwan), Połoniny Hryniawskie (Hala Michajłowa, Skupowa, Baba Ludowa, Pnewie) a także najwyższe szczyty Gór Jałowiczorskich (Jarowica) czy Beskidów Pokuckich (Rotyło). Najdalszym punktem, którego dostrzeżenie ze szczytu Suligulu jest teoretycznie możliwe, jest oddalony o 187 km wierzchołek Muntele Mare w Górach Zachodniorumuńskich.

## Ochrona przyrody i turystyka
Szczyt znajduje się na granicy obszaru ochrony przyrody Parcul Natural Munții Maramureșului (po stronie rumuńskiej) oraz Wierchowińskiego Parku Narodowego (po stronie ukraińskiej).
Podobnie jak w całym paśmie Gór Czywczyńskich, także w rejonie Suligulu nie istnieją obecnie znakowane szlaki turystyczne. W okresie międzywojennym  planowano przedłużenie granią Gór Czywczyńskich Głównego Szlaku Karpackiego, który początkowo miał kończyć się na Stogu (nie wiadomo, czy plany te doczekały się realizacji).

## Nazwa
Najwcześniej notowane ukraińskie nazwy szczytu to: Сілігул (Silihuł), Шуліґул (Szuliguł), Шулігул (Szulihuł; 1899) czy Силіґуль (Syligul). Do dziś nazwa nie została jednoznacznie ustalona – współcześnie w literaturze zamiennie używane są nazwy Силигул (Syłyhuł), Сулигул (Sułyhuł), Сулігул (Sulihuł), Силігул (Sylihuł), Сулігуль (Sulihul), Суліґул (Suliguł). W języku rumuńskim stosuje się nazwę Vârful Șuligu.
W języku polskim najpóźniej w okresie międzywojennym doszło do ustalenia nazwy Suligul.
Wysuwa się dwie niezależne teorie etymologiczne. Według jednej źródłosłowu nazwy Suligul należy poszukiwać w rumuńskim słowie siliculă oznaczającym łuszczynkę – rodzaj suchego owocu roślin z rodziny kapustowatych. Według drugiej teorii nazwa powstała poprzez dodanie rumuńskiego przyrostka gramatycznego -ul do ukraińskiego dialektowego określenia сулиґа (sułyga, od wschodniosłowiańskiego sǫ-lodyga) oznaczającego udo.